# Edificio El Moderno
El edificio El Moderno es una construcción situada en el número 1 de la calle de Policarpo Sanz, esquina calle Carral, en Vigo, al noroeste de España. Es uno de los edificios históricos más significativos de la ciudad y de la comunidad de Galicia.

## Historia
Las obras fueron promovidas por Manuel Bárcena Franco, conde de Torrecedeira, con el objetivo de hacer un edificio para viviendas de renta. El arquitecto al que se encomendó el encargo fue el francés de origen polaco Michel Pacewicz, que inició las obras  en 1897 y las terminó en 1902. El edificio recibe el nombre de El Moderno por un famoso hotel que estuvo allí instalado, y que recibía ese nombre, creado en 1906 por Jesús Fernández Otero, primer teniente de alcalde de Vigo, y empresario que también explotaría el Hotel Continental. En este hotel falleció Fernando Díaz de Mendoza y Aguado, el 20 de octubre de 1930. Fue renovado en 1953 por el productor de cine Cesáreo González, que le dio el nombre de Gran Hotel.

## Construcción y estilo
Se trata de una obra donde la influencia francesa es más que evidente. El edificio consta de semisótano, planta baja, entresuelo, tres plantas, y un ático bajo cubierta con óculos. Una modificación en 1977, muy poco respetuosa con el edificio original, modificó el interior por completo, la cubierta para sumar dos plantas, y eliminó la cúpula de escamas cromáticas que corona la rotonda del esquinal.
La fachada a Policarpo Sanz es simétrica y ofrece una composición de diferentes formas arquitectónicas, distribuidas según las plantas, mezclando vanos de diferentes alturas y anchuras, aislados o englobados entre grandes columnatas corintias, con frontones neobarrocos partidos con volutas; también combina balcones corridos e individuales, con petriles  pétreos o forjados, almohadillado con alternancia de sillares y dovelas resaltados mediante esgrafiado, arcos escarzanos, semicirculares, elípticos, y dinteles fuertemente decorados. Todo en la línea de un barroco rococó francés. Destaca la perfección del trabajo de cantería, otra muestra más del nivel de calidad alcanzado por la profesión en Vigo en esos años. Al sexto piso y ático de este edificio se le conoce como “El Palomar”

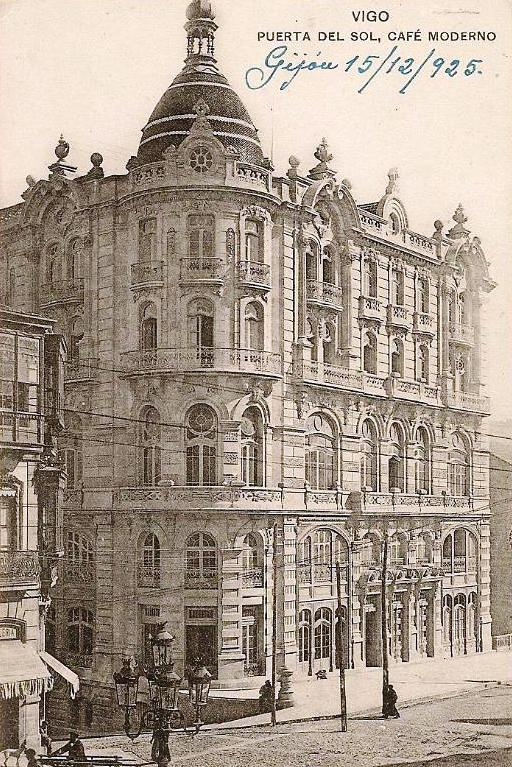
En una postal de 1925
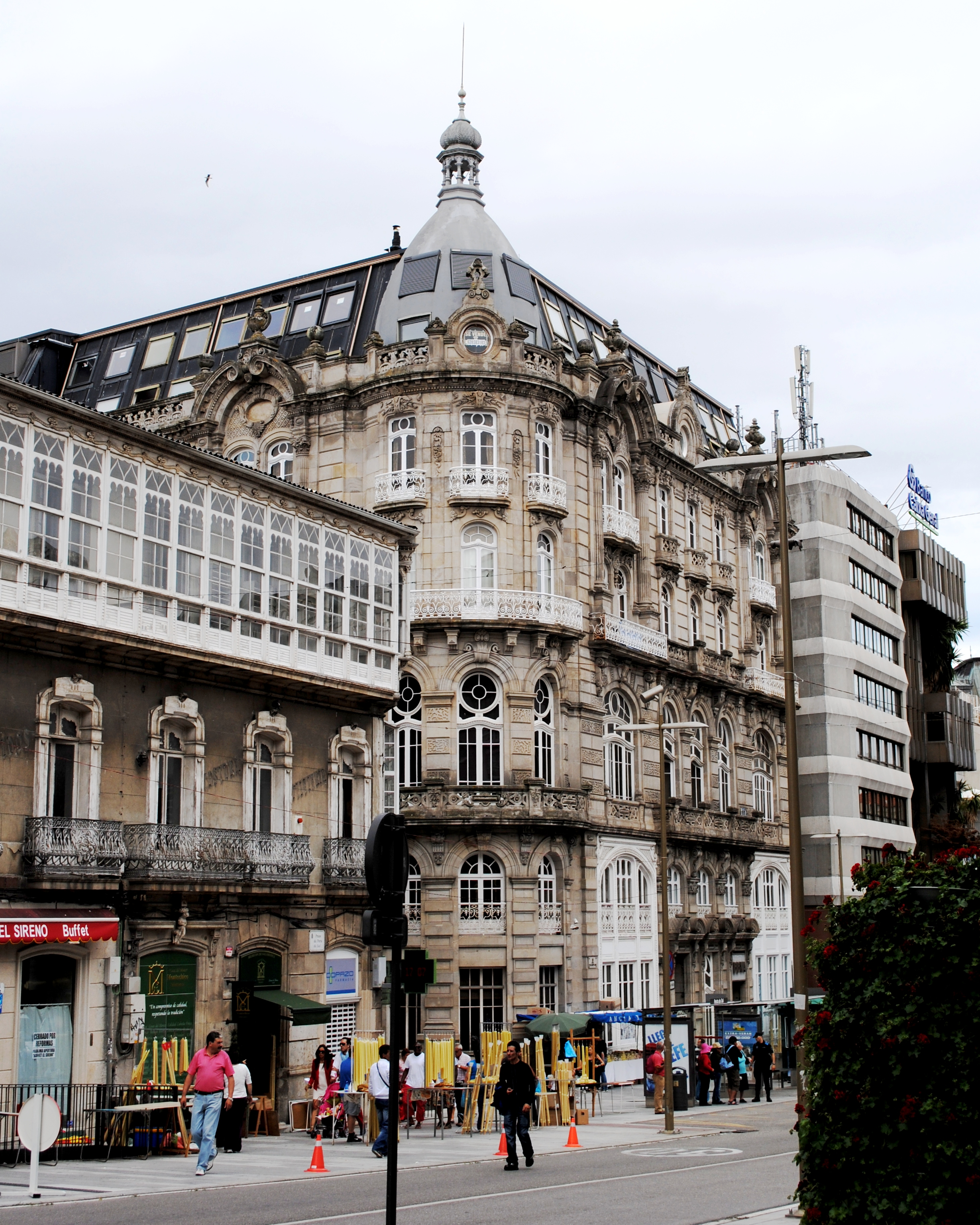
y en una foto de 2011.